# Torneo de Sídney 2011
El Medibank International Sydney fue un evento de tenis que se disputó en Sídney (Australia), haciendo parte de un par de eventos que hacen de antesala al Australian Open. Se jugó entre el 9 y 15 de enero de 2011 haciendo parte de un torneo de la serie 250 de la ATP y un WTA Premier Events.

## Campeones
- Individuales masculinos:  Gilles Simon derrota a  Viktor Troicki, 7–5, 7–6(4).

- Individuales femeninas:  Na Li derrota a  Kim Clijsters, 7–6(3), 6–3.

- Dobles masculinos:   Lukáš Dlouhý/Paul Hanley  derrotan a   Bob Bryan/Mike Bryan  por 6–4, 7–6(6).

- Dobles femeninas:  Barbora Zahlavova Strycova/Iveta Benešová  derrotan a   Katarina Srebotnik/Květa Peschke  por 4–6, 6–4, [10–7].